# Sainte-Sévère-sur-Indre
Sainte-Sévère-sur-Indre – miejscowość i gmina we Francji, w Regionie Centralnym, w departamencie Indre.
Według danych na rok 1990 gminę zamieszkiwało 939 osób, a gęstość zaludnienia wynosiła 36 osób/km² (wśród 1842 gmin Regionu Centralnego Sainte-Sévère-sur-Indre plasuje się na 421. miejscu pod względem liczby ludności, natomiast pod względem powierzchni na miejscu 457.).